# Семейство Эпплгейтов
«Семейство Эпплгейтов» (англ. The Applegates или англ. Meet the Applegates — «Познакомьтесь с Эпплгейтами») — американский кинофильм, сатирическая фантастическая чёрная комедия.

## Сюжет
Уничтожение дождевых лесов Амазонии в результате хозяйственной деятельности человека приводит к тому, что неизвестные науке гигантские бразильские жуки Кокорада (Cocorada) оказываются под угрозой гибели. Но жуки не намерены сдаваться. Вскоре в один из небольших городков штата Огайо (США) приезжает семья Эпплгейтов — как оказалось, это те самые гигантские жуки, принявшие человеческий облик. Глава семьи, Ричард Эпплгейт, устраивается на работу на атомную электростанцию с целью впоследствии устроить там аварию. Взрыв на АЭС — это часть плана возмездия жуков (так как жуки нечувствительны к радиации, от последствий взрыва они не пострадают). Однако не всё в дальнейшем идёт по их плану.

## В ролях
- Эд Бегли-младший — Ричард П. Эпплгейт
- Стокард Чэннинг — Джейн Эпплгейт
- Дэбни Коулмен — тётушка Би
- Роберт Джейн — Джонни Эпплгейт
- Камилла Купер — Салли Эпплгейт
- Гленн Шэдикс — Грег Самсон
- Сьюзан Барнс — Опал Уизерс
- Адам Биск — Винс Самсон
- Саванна Смит Бучер — Дотти
- Роджер Аарон Браун — шериф Хайдеггер
- Ли Гарлингтон — Нита Самсон